# Administration de la ville de Saint-Pétersbourg

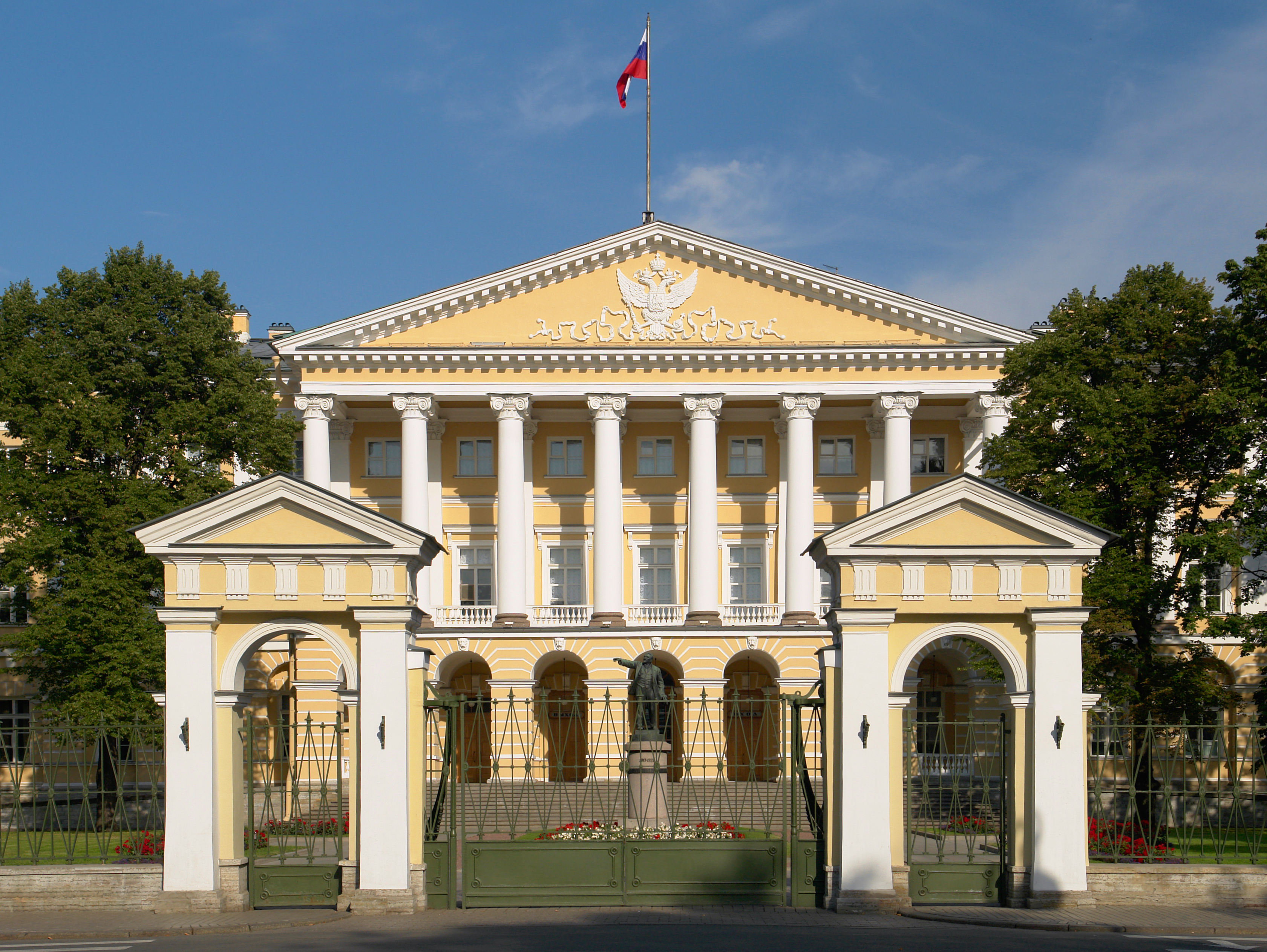
Édifice de l'institut Smolny à Saint-Pétersbourg

L'administration de la ville Saint-Pétersbourg est l'organe exécutif supérieur de Saint-Pétersbourg (anciennement Leningrad) en Russie, son siège est à l'Institut Smolny, un bâtiment historique.
Il est dirigé par le gouverneur de Saint-Pétersbourg (maire de Saint-Pétersbourg avant 1996). Entre 1990 et 2006, le dirigeant de la ville était élu au suffrage direct par les habitants de la ville. Aujourd'hui, suivant une loi fédérale russe votée en 2004, le gouverneur est maintenant proposé par le président de la fédération de Russie et doit être approuvé (ou refusé) par l'Assemblée législative de la ville.

## Liste des chefs de Léningrad/Saint-Pétersbourg et de l'administration depuis 1991
- Anatoli Sobtchak (maire, de 1991 à 1996, élu en 1991, a perdu les élections en 1996)
- Vladimir Yakovlev (gouverneur, de 1996 à 2003 (élu en 1996 et 2000, a démissionné en 2003, un an avant l'expiration second mandat, premier adjoint au maire de 1994 à 1996)
- Alexandre Beglov (gouverneur par intérim de juin à octobre 2003)
- Valentina Matvienko (gouverneur, élue en 2003, proposé par le président et approuvé par l'Assemblée législative en 2006, démissionne en août 2011)
- Georgui Poltavtchenko (gouverneur par intérim, nommé en août 2011 par le président Medvedev)

Voir aussi Gouvernement de Saint-Pétersbourg (1917-).